# Helen Shapiro
Helen Shapiro (Bethnal Green, Londen, 28 september 1946) is een Britse zangeres. Ze brak in 1961 op 14-jarige leeftijd door met het liedje Don't Treat Me Like a Child en had datzelfde jaar haar grootste hit met het nummer Walkin' Back to Happiness.

## Biografie
Helen Shapiro groeide op in Hackney in Londen. Haar grootouders waren Joodse immigranten uit Rusland. Ze groeide op in een arm gezin, waar geen geld was voor een platenspeler. Muziek werd echter wel gestimuleerd in het gezin. Zo leerde Shapiro als kind banjo spelen en zong ze soms mee met haar broer Ron in een jazzgroepje. Als jong meisje had ze al een lage stem, wat haar de bijnaam Foghorn (misthoorn) opleverde. Eind jaren 50 zong ze in het groepje Susie & The Hula-Hoops, waar ook de latere T-Rex-zanger Marc Bolan deel van uitmaakte. Shapiro overtuigde haar ouders om zanglessen voor haar te betalen en kwam zo terecht bij Maurice Berman's Singing Academy. Daar werd ze in 1961 op 14-jarige leeftijd ontdekt door John Schroeder, die erg enthousiast was over haar stem. Hij maakte een opname en liet die horen aan zijn baas, de producer Norrie Paramor, die in eerste instantie dacht dat de stem van een jongen was.
Shapiro kreeg een contract en mocht direct haar eerste singletje opnemen. Schroeder zocht naar een liedje dat goed bij haar leeftijd paste en schreef met Mike Hawler voor haar Don't Treat Me Like a Child. Met haar debuutsingle brak ze direct door; hij haalde de derde plaats in de UK Singles Chart. Voor een opvolger wilde Schroeder niet in hetzelfde thema blijven hangen en hij schreef You Don't Know. Met dat nummer had ze haar eerste nummer 1-hit en ze werd daarmee de jongste zangeres met een nummer 1-hit in het Verenigd Koninkrijk. You Don't Know kwam ook in Nederland en Vlaanderen in de hitparade. Haar grootste hit had ze echter met haar derde single: Walkin' Back to Happiness. Als promotie werd een 15 minuten durend Look at Life-filmpje gemaakt waarin de totstandkoming van het singletje getoond werd. Doordat dit filmpje in veel Britse bioscopen vertoond werd voor de hoofdfilm, kreeg het nummer veel publiciteit. Hoewel ze met dit nummer weer een Britse nummer 1-hit scoorde, het nummer ook in de Verenigde Staten werd uitgebracht en ze het mocht zingen in de populaire Ed Sullivan Show, kwam het daar niet verder dan één week op de honderdste plaats in de Billboard Hot 100. In de Benelux en West-Duitsland werd het haar grootste hit. Shapiro zelf had dit succes niet verwacht, omdat ze het nummer nogal oubollig vond.
Begin 1962 had Shapiro haar laatste grote successen met Tell Me What He Said en haar debuutalbum 'Tops' with Me. Beide haalden de tweede plaats in de Britse hitlijst. Voor de Duitse markt, waar Walkin' Back to Happiness 'slechts' tot de dertigste plaats was gekomen, werd dit nummer in het Duits als Frag mich nicht warum opgenomen. Direct daarna kwam ook Komm, sei wieder gut (I Apologize) uit. Beide singles haalden in West-Duitsland de 31e plaats. In de jaren daarna bleef Shapiro Duitse vertalingen voor de Duitse markt uitbrengen en vanaf 1964 werden er ook speciaal Duitstalige nummers voor haar geschreven. Met deze nummers had ze echter niet veel succes.
In Engeland bleef ze gedurende de jaren 60 ook doorgaan met het uitbrengen van nieuwe nummers, maar ze kon daarmee het succes van 1961 niet meer evenaren. Na Tell Me What He Said had Shapiro nog zeven hits, waarvan de nummer 8-hit Little Miss Lonely uit 1962 de grootste was. Hoewel haar platen minder goed verkochten, bleef ze begin jaren 60 erg populair. In 1963 toerde ze samen met The Beatles door Engeland, waarbij The Beatles onder haar naam op de affiches stonden. Op 4 oktober 1963 traden Helen Shapiro en The Beatles allebei op in het televisieprogramma Ready Steady Go!. Shapiro zong daar haar nummer Look Who It Is. In het clipje zingt ze John Lennon, George Harrison en Ringo Starr toe. Gedurende de tournee door Engeland werden The Beatles populairder en werden zij de hoofdact. John Lennon en Paul McCartney schreven voor haar het nummer Misery, maar Shapiro's producer Paramor koos ervoor het nummer Queen for Tonight, een cover van Johnny Hallydays King for Tonight, uit te brengen. Queen for Tonight werd een bescheiden hitje en The Beatles namen Misery later zelf op voor hun album Please Please Me.
Nadat met The Beatles de beatmuziek populair werd, ging de populariteit van Helen Shapiro achteruit. In 1964 had ze haar laatste Britse hit met Fever. Daarna ging ze tot 1969 door met het opnemen van singles, maar deze kregen nauwelijks bekendheid. Vanaf de jaren 70 legde Shapiro zich toe op jazz (samen met Humphrey Lyttelton) en musicals. Haar grootste rol was de rol van Nancy in de musical Oliver!, die ze in 1983 vertolkte. Een paar jaar later kreeg ze ook een rol in de Britse soapserie Albion Market, die echter niet lang gelopen heeft. In 1987 bekeerde ze zich tot het christendom en ze heeft sindsdien ook enkele gospelplaten opgenomen. Helen Shapiro schreef in 1993 haar autobiografie, getiteld Walkin' Back to Happiness, en stapte in 2002 definitief uit de showbusiness om zich toe te leggen op het organiseren van muzikale avonden, waarin ze het evangelie uitdraagt en spreekt over hoe ze Jezus gevonden heeft. Dit doet ze onder de noemer Manna Music. Tegenwoordig is ze getrouwd met acteur John Judd.

## Discografie

### Singles
| Single met hitnotering(en) in oude hitlijsten | Datum van verschijnen | Datum van binnenkomst | Hoogste positie | Aantal maanden | Opmerkingen | Bron                 |
| --------------------------------------------- | --------------------- | --------------------- | --------------- | -------------- | ----------- | -------------------- |
| You Don't Know                                |                       | okt 1961              | 15              | 2M             |             | Muziek Expres Top 30 |
| Walkin' Back to Happiness                     |                       | dec 1961              | 6               | 4M             |             | Muziek Expres Top 30 |
| Walkin' Back to Happiness                     |                       | 26-1-1962             | 3               | 7              |             | Platennieuws         |
| Queen for Tonight                             |                       | mei 1963              | 29              | 1M             |             | Muziek Expres Top 30 |

| Single met hitnotering(en) in de Vlaamse Ultratop 50 | Datum van verschijnen | Datum van binnenkomst | Hoogste positie | Aantal weken | Opmerkingen           |
| ---------------------------------------------------- | --------------------- | --------------------- | --------------- | ------------ | --------------------- |
| You Don't Know                                       |                       | sep 1961              | 7               | 6M           | in de Juke Box Top 20 |
| Walkin' Back to Happiness                            |                       | nov 1961              | 2               | 4M           | in de Juke Box Top 20 |
| Look Who It Is                                       |                       | 8-9-1990              | 30              | 1            | in de BRT Top 30      |

### NPO Radio 2 Top 2000
| Nummers met noteringen in de NPO Radio 2 Top 2000 | '99  | '00  | '01 | '02  | '03  | '04  | '05  | '06  | '07  | '08  |
| ------------------------------------------------- | ---- | ---- | --- | ---- | ---- | ---- | ---- | ---- | ---- | ---- |
| Queen for Tonight                                 | 1488 | -    | -   | 1929 | 1771 | 1437 | 1753 | 1404 | 1860 | 1644 |
| Walkin' Back to Happiness                         | 1638 | 1642 | -   | -    | 1296 | -    | -    | 1824 | -    | -    |

1. ↑  Een '-' betekent dat het nummer niet was genoteerd en een vetgedrukt getal geeft de hoogste notering van een nummer aan.
2. ↑  Deze tabel is bijgewerkt tot en met de laatste editie (2024).